# 2001-es magyar úszóbajnokság
A 2001-es magyar úszóbajnokságot – amely a 103. magyar bajnokság volt – júniusban rendezték meg Székesfehérváron.

## Eredmények

### Férfiak
| Versenyszám                              | Arany                                                                      | Arany    | Ezüst                                                                 | Ezüst    | Bronz                                                              | Bronz    |
| ---------------------------------------- | -------------------------------------------------------------------------- | -------- | --------------------------------------------------------------------- | -------- | ------------------------------------------------------------------ | -------- |
| 50 m gyorsúszás Döntő: június 21.        | Zubor Attila Bp. Spartacus                                                 | 22,96    | Flaskay Mihály Egri Városi UK                                         | 23,79    | Nagy Péter BVSC                                                    | 24,18    |
| 100 m gyorsúszás Döntő: június 24.       | Zubor Attila Bp. Spartacus                                                 | 51,45    | Horváth Péter Sport + SE                                              | 52,59    | Nagy Péter BVSC                                                    | 53,52    |
| 200 m gyorsúszás Döntő: június 23.       | Szűcs Tamás Ferencvárosi TC                                                | 1:51,17  | Simon Jácint Ferencvárosi TC                                          | 1:51,92  | Batházi Tamás Bp. Spartacus                                        | 1:52,18  |
| 400 m gyorsúszás Döntő: június 21.       | Simon Jácint Ferencvárosi TC                                               | 3:58,14  | Batházi Tamás Bp. Spartacus                                           | 4:01,38  | Tóth Pál Bp. Spartacus                                             | 4:05,31  |
| 800 m gyorsúszás Döntő: június 23.       | Tószegi Márton A Jövő SC                                                   | 8:25,73  | Cselényi Balázs BVSC                                                  | 8:39,44  | Tóth Pál Bp. Spartacus                                             | 8:39,46  |
| 1500 m gyorsúszás Döntő: június 21.      | Cselényi Balázs BVSC                                                       | 16:33,56 | Fekete László RÁJA ’94 UK                                             | 16:33,72 | Nagy Péter RÁJA ’94 UK                                             | 16:34,43 |
| 50 m hátúszás Döntő: június 22.          | Horváth Péter Sport + SE                                                   | 26,78    | Pető Csaba OSC                                                        | 27,47    | Cseh László Bp. Spartacus                                          | 27,59    |
| 100 m hátúszás Döntő: június 22.         | Cseh László Bp. Spartacus                                                  | 58,26    | Pető Csaba OSC                                                        | 58,56    | Szentesi Szabolcs Szegedi UE                                       | 59,89    |
| 200 m hátúszás Döntő: június 24.         | Bodrogi Viktor Százhalombattai VSE                                         | 2:00,38  | Bálint Patrik OSC                                                     | 2:08,97  | Makány Balázs ANK UK Pécs                                          | 2:10,84  |
| 50 m mellúszás Döntő: június 24.         | Flaskay Mihály Eger Városi UK                                              | 28,66    | Güttler Károly Bp. Spartacus                                          | 29,04    | Bodor Richárd Pécsi TÁSI                                           | 29,23    |
| 100 m mellúszás Döntő: június 22.        | Güttler Károly Bp. Spartacus                                               | 1:02,93  | Bodor Richárd Pécsi TÁSI                                              | 1:03,18  | Flaskay Mihály Eger Városi UK                                      | 1:04,18  |
| 200 m mellúszás Döntő: június 23.        | Bodor Richárd Pécsi TÁSI                                                   | 2:18,20  | Bessenyei Tamás Ferencvárosi TC                                       | 2:23,62  | Székely Tóth Gergő Bp. Honvéd                                      | 2:23,99  |
| 50 m pillangóúszás Döntő: június 23.     | Gáspár Zsolt Ferencvárosi TC                                               | 24,60    | Horváth Péter Sport + SE                                              | 24,97    | Nagy Péter BVSC                                                    | 26,22    |
| 100 m pillangóúszás Döntő: június 23.    | Gáspár Zsolt Ferencvárosi TC                                               | 53,63    | Horváth Péter Sport + SE                                              | 55,49    | Kolozár Dávid Bp. Spartacus                                        | 56,65    |
| 200 m pillangóúszás Döntő: június 22.    | Bodrogi Viktor Százhalombattai VSE                                         | 2:00,44  | Kolozár Dávid Bp. Spartacus                                           | 2:00,96  | Tószegi Márton A Jövő SC                                           | 2:05,88  |
| 200 m vegyesúszás Döntő: június 23.      | Bodrogi Viktor Százhalombattai VSE                                         | 2:00,44  | Kolozár Dávid Bp. Spartacus                                           | 2:00,96  | Tószegi Márton A Jövő SC                                           | 2:05,88  |
| 400 m vegyesúszás Döntő: június 24.      | Kerékjártó Tamás Miskolci Vízművek SC                                      | 4:21,12  | Batházi István Bp. Spartacus                                          | 4:24,89  | Kiss Boldizsár Ferencvárosi TC                                     | 4:28,53  |
| 4 × 100 m gyorsváltó Döntő: június 21.   | Ferencvárosi TC Gáspár Zsolt Szűcs Tamás Simon Jácint Mészáros Gergely     | 3:26,42  | Bp. Spartacus Zubor Attila Batházi Tamás Kolozár Dávid Batházi István | 3:27,15  | Szegedi UE Molnár János Máté Zsolt Fekete András Szentesi Szabolcs | 3:38,67  |
| 4 × 200 m gyorsváltó Döntő: június 23.   | Ferencvárosi TC Gáspár Zsolt Szűcs Tamás Kiss Boldizsár Simon Jácint       | 7:32,13  | Bp. Spartacus Batházi Tamás Batházi István Kolozár Dávid Zubor Attila | 7:47,29  | BVSC Nagy Péter Zubcsek Dénes Cselényi Balázs Venczl Tamás         | 8:07,05  |
| 4 × 100 m vegyes váltó Döntő: június 24. | Ferencvárosi TC Vanek Bálint Bessenyei Tamás Mészáros Gergely Simon Jácint | 3:50,95  | Bp. Spartacus Cseh László Batházi István Kolozár Dávid Batházi Tamás  | 3:52,24  | OSC Rudolf Roland Nagy István Németh Dániel Pető Csaba             | 4:00,97  |

### Nők
| Versenyszám                              | Arany                                                                       | Arany   | Ezüst                                                                   | Ezüst   | Bronz                                                                        | Bronz   |
| ---------------------------------------- | --------------------------------------------------------------------------- | ------- | ----------------------------------------------------------------------- | ------- | ---------------------------------------------------------------------------- | ------- |
| 50 m gyorsúszás Döntő: június 24.        | Lakos Gyöngyvér Ferencvárosi TC                                             | 26,74   | Nyíri Anna Ferencvárosi TC                                              | 26,80   | Molnár Viktória Dunaferr SE                                                  | 27,15   |
| 100 m gyorsúszás Döntő: június 23.       | Lakos Gyöngyvér Ferencvárosi TC                                             | 57,14   | Dabi Katalin Bp. Honvéd                                                 | 58,21   | Molnár Viktória Dunaferr SE                                                  | 58,42   |
| 200 m gyorsúszás Döntő: június 23.       | Lipcsei Krisztina Bp. Spartacus                                             | 2:04,13 | Molnár Viktória Dunaferr SE                                             | 2:04,88 | Dabi Katalin Bp. Honvéd                                                      | 2:05,74 |
| 400 m gyorsúszás Döntő: június 24.       | Risztov Éva Bp. Spartacus                                                   | 4:17,38 | Lipcsei Krisztina Bp. Spartacus                                         | 4:19,36 | Molnár Katalin Bp. Spartacus                                                 | 4:22,70 |
| 800 m gyorsúszás Döntő: június 21.       | Risztov Éva Bp. Spartacus                                                   | 9:14,63 | Lipcsei Krisztina Bp. Spartacus                                         | 9:17,15 | Barsi Claudia Bp. Spartacus                                                  | 9:18,57 |
| 1500 m gyorsúszás Döntő: június 23.      | Nagy Réka RÉJA ’94 UK                                                       | 17:02,3 | Barsi Claudia Bp. Spartacus                                             | 17:24,0 | Katona Kitti Szegedi UE                                                      | 18:12,3 |
| 50 m hátúszás Döntő: június 24.          | Szepesi Nikolett Bp. Spartacus                                              | 29,96   | Decsi Eszter Delfin SE                                                  | 30,85   | Baranyai Tímea BVSC                                                          | 30,90   |
| 100 m hátúszás Döntő: június 22.         | Szepesi Nikolett Bp. Spartacus                                              | 1:04,05 | Decsi Eszter Delfin SE                                                  | 1:05,34 | Baranyai Tímea BVSC                                                          | 1:06,86 |
| 200 m hátúszás Döntő: június 23.         | Szepesi Nikolett Bp. Spartacus                                              | 2:17,48 | Pálmai Andrea Bp. Honvéd                                                | 2:19,20 | Szép Edina Hullám ’91 UE                                                     | 2:21,35 |
| 50 m mellúszás Döntő: június 21.         | Kovács Ágnes Bp. Spartacus                                                  | 32,95   | Reményi Diána Bp. Spartacus                                             | 33,35   | Kovács Krisztina Bp. Honvéd                                                  | 33,44   |
| 100 m mellúszás Döntő: június 22.        | Kovács Ágnes Bp. Spartacus                                                  | 1:09,13 | Kovács Krisztina Bp. Honvéd                                             | 1:11,64 | Reményi Diána Bp. Spartacus                                                  | 1:11,98 |
| 200 m mellúszás Döntő: június 24.        | Kovács Ágnes Bp. Spartacus                                                  | 2:26,78 | Reményi Diána Bp. Spartacus                                             | 2:32,66 | Kovács Krisztina Bp. Honvéd                                                  | 2:33,10 |
| 50 m pillangóúszás Döntő: június 22.     | Nyíry Anna Ferencvárosi TC                                                  | 28,19   | Ferenczy Orsolya Bp. Honvéd                                             | 28,59   | Zalai Zita Szegedi UE                                                        | 29,00   |
| 100 m pillangóúszás Döntő: június 24.    | Ferenczy Orsolya Bp. Honvéd                                                 | 1:02,48 | Boulsevicz Beatrix Római SE                                             | 1:02,85 | Taray Kata Bp. Spartacus                                                     | 1:03,49 |
| 200 m pillangóúszás Döntő: június 23.    | Risztov Éva Bp. Spartacus                                                   | 2:16,97 | Papp Renáta Delfin SE                                                   | 2:17,73 | Barsi Claudia Bp. Spartacus                                                  | 2:18,06 |
| 200 m vegyesúszás Döntő: június 23.      | Risztov Éva Bp. Spartacus                                                   | 2:17,77 | Molnár Katalin Bp. Spartacus                                            | 2:18,18 | Nagy-Pál Tímea Fűzfői AK                                                     | 2:24,18 |
| 400 m vegyesúszás Döntő: június 23.      | Risztov Éva Bp. Spartacus                                                   | 4:45,22 | Molnár Katalin Bp. Spartacus                                            | 4:47,34 | Reményi Diána Bp. Spartacus                                                  | 4:55,35 |
| 4 × 100 m gyorsváltó Döntő: június 21.   | Ferencvárosi TC Csobánki Zsuzsa Dörnyei Veronika Nyíry Anna Lakos Gyöngyvér | 3:53,66 | Bp. Honvéd Dabi Katalin Szántó Szintia Pálmai Andrea Ferenczy Orsolya   | 3:59,24 | DunaferrSE Molnár Viktória Miskovicz Zsuzsa Troppert Nikolett Kiss Annamária | 4:00,06 |
| 4 × 200 m gyorsváltó Döntő: június 22.   | Bp. Spartacus Kovács Ágnes Risztov Éva Barsi Claudia Lipcsei Krisztina      | 8:26,97 | Dunaferr SE Miskovicz Zsuzsa Kiss Annamária Urbán Kata Molnár Viktória  | 8:47,04 | Delfin SE Szilárd Bea Madár Éva Papp Renáta Decsi Eszter                     | 8:52,93 |
| 4 × 100 m vegyes váltó Döntő: június 24. | Bp. Spartacus Szepesi Nikolett Kovács Ágnes Risztov Éva Lipcsei Krisztina   | 4:14,30 | Bp. Honvéd Pálmai Andrea Kovács Krisztina Ferenczy Orsolya Dabi Katalin | 4:20,82 | Ferencvárosi TC Gazda Annamária Bunford Nóra Nyíry Anna Lakos Gyöngyvér      | 4:22,04 |